# Harvey Lembeck
Harvey Lembeck (New York, 15 april 1923 - Los Angeles, 5 januari 1982) was een Amerikaans acteur.

## Levensloop en carrière
Lembeck maakte eind jaren 40 zijn debuut in het theater. Zijn bekendste rol was die van Harry Shapiro, een rol die hij 472 keer speelde voor de musical Stalag 17 op Broadway in 1951. In 1953 hernam hij deze rol voor de gelijknamige Oscar-winnende film. In 1963 speelde hij naast Steve McQueen in Love with the Proper Stranger. In de filmreeks Beach Party, die in totaal 7 films bevat, speelde hij motorrijder Eric von Zipper. Hij speelde samen de hoofdrol met Frankie Avalon en Annette Funicello. 
Lembeck overleed na een opname van Mork & Mindy in 1982. Hij had 2 kinderen, waaronder acteur Michael Lembeck.
- Biblioteca Nacional de España: XX4941707
- International Standard Name Identifier: 0000 0000 7777 8639
- Library of Congress Control Number: n85378888
- Nationale Bibliotheek van Israël: 987007328223005171
- SNAC: w68d7tm3
- Virtual International Authority File: 21146074
- WorldCat: E39PBJkdfyXTc6mQgMhfWBqbBP